# Béldy Alajos
Vitéz Béldy Alajos (1918. december 18-ig Bruckner, 1927. március 19-ig Béldi) Budapest, 1889. július 8. – Budapest, 1946. december 22.) vezérezredes, sportoló.

## Élete
Halász álnéven részt vett az 1906-os – soron kívüli – athéni olimpián, ahol 400 méteres gyorsúszásban 4. helyezést ért el. Az első világháború során vízből mentésért kitüntetést kapott. A háború után a Magyar Úszó Szövetség alelnökeként a vidéki úszósport megszervezésében vett részt, majd a szövetség társelnöke lett.

### Katonai pályafutása
A bécsújhelyi katonai akadémia elvégzése után osztrák-magyar közös hadseregben huszártisztként szolgált a kecskeméti 8. huszárezrednél. Az őszirózsás forradalom időszakában a Katonapolitikai osztály munkatársa volt. Átvette őt a Vörös Hadsereg is, ahol hadosztály vezérkari főnöki beosztást töltött be. A Tanácsköztársaság megdöntése után a „Fővezérség" hírszerző osztályán kapott beosztást.
1926 márciusában a rejtett magyar katonai attasé szolgálat  keretében II. o. követségi titkári rangban katonai szakelőadó lett Varsóban. 1927 novemberében az immár nyílt katonai attasé szolgálat keretében az első londoni magyar katonai attasénak nevezték ki.
1941 augusztusában Horthy az Ifjúság Honvédelmi Nevelése és a Testnevelés Országos Szervezete vezetőjévé tette. A háború után a népbíróság azzal vádolta meg, hogy az ő parancsára evakuálták nyugatra a magyar leventéket, ez azonban – dr. Major Ákos népbíró visszaemlékezései szerint – abszurdum, tekintve, hogy Béldy Alajost, mint közismert horthysta tisztet, a Gestapo a nyilas hatalomátvétel napján letartóztatta és 1945 tavaszáig nem is került szabadlábra. A népbíróság ennek ellenére kötél általi halálra ítélte, de ezt kegyelemből életfogytiglanra módosították. A börtönben megbetegedett és 1946. december 22-én a rabkórházban meghalt. 1994-ben felmentették az ellene emelt vádak alól. A háború idején írt naplóját jelenleg a Hadtörténeti Múzeumban őrzik. Örökségvédelem alatt álló sírja (2004), a Farkasréti temetőben található. Neve nincs a BRUCKNER család fekete gránit sírkövére rávésve.